# Al-Sahab
Al-Sahab in arabo السحاب‎?, al-Saḥāb ("la nuvola") è una casa di produzione e di diffusione di messaggi video e audio
Secondo le Intelligence occidentali, al-Sahab ha prodotto e distribuito la maggior parte dei messaggi audio e video di Osama bin Laden e di Ayman al-Zawahiri resi pubblici dal 2001 a oggi.
I primi messaggi erano prodotti di qualità amatoriale e venivano recapitati alle emittenti televisive attraverso corrieri, mentre nell'ultimo periodo la qualità tecnica è migliorata e i messaggi vengono diffusi direttamente in Internet, dopo essere stati montati in studio e spesso sottotitolati in inglese.
In alcuni video viene anche utilizzata la tecnica televisiva del chromakey per rendere più difficile l'individuazione del luogo in cui è avvenuta la registrazione.